# ¡Zas! (revista de Bruguera)
¡Zas! fue una revista de historietas dirigida por Joaquín Martínez Piles y editada por editorial Bruguera entre 1979 y 1980, con 8 números publicados de periodicidad quincenal. LLevaba el antetítulo de Revista de aventuras.

## Características
¡Zas!, cuyo primer número se publicó el 1 de octubre de 1979, fue uno de los últimos experimentos que Bruguera puso en práctica en los años 70 para implantar los cómics de acción de estética realista, tras Hora T (1975), Colección Comics Bruguera (1977), Colección Álbumes Bruguera (1978), Súper Aventuras Bruguera (1978) y Súper Ases Bruguera (1978). En esa ocasión, el experimento fue un fracaso comercial, a pesar de presentar al público español una serie tan reconocida como El Imperio de Trigan y de recuperar las series de aventuras de Carrillo, seguramente por ir dirigida a un público demasiado disperso.
| Números     | Título                      | Autoría                       | Procedencia |
| ----------- | --------------------------- | ----------------------------- | ----------- |
| 1-8         | El Imperio Trigano          | Mike Butterworth/Don Lawrence | I. P. C.    |
| 1-3, 5-6, 8 | Batgirl                     |                               | DC Comics   |
| 1-5         | Mares de China              | Carrillo                      | 1974        |
| 1-4         | Dick Turpin                 | Ramón de la Fuente            | Nueva       |
| 4-8         | Alien                       | Walt Simonson                 | Heavy Metal |
| 4, 7,       | Robin                       |                               | DC Comics   |
| 6           | El monstruo del Lago Ness   | Cremona/Julio Vivas           |             |
| 7           | ¡Encontramos al hombre pez! |                               | DC Comics   |
| 8           | El castillo maldito         | Mort Meskin                   | DC Comics   |